# Visão de mundo cristã
Visão de mundo cristão, ou cosmovisão cristã refere-se ao conjunto das distinções filosóficas e religiosas que caracterizam o Cristianismo em relação a questões como a natureza da verdade, a existência do homem, o sentido do universo e da vida, os problemas da sociedade, dentre outros. O termo geralmente é utilizado de uma das três maneiras abaixo:
- Um conjunto de cosmovisões expressas por aqueles que se identificam como cristão;
- Elementos comuns de cosmovisões predominante entre aqueles que se identificam como cristão;
- O conceito de uma única "visão cristã do mundo" sobre uma série de questões.